# Ivo Milazzo
Ivo Milazzo (Tortona, 20 giugno 1947) è un fumettista italiano.

## Biografia
Ivo Milazzo si trasferisce giovanissimo in Liguria dove inizia a frequentare Rapallo, crescendo artisticamente sotto la guida di Luciano Bottaro, Carlo Chendi e Giorgio Rebuffi, i fondatori dello Studio Bierrecì. È qui che, tra una storia Disney e l'altra (Zio Paperone e la scomparsa di Paperopoli del 1973, su testi di Jerry Siegel: contributi alle matite e alle chine di Bottaro; Paperino e il safari fotografico, sempre del 1973, su testi di Osvaldo Pavese: matite, con chine di Bottaro), conosce Giancarlo Berardi, col quale realizza il breve racconto Il Cieco per la rivista Horror della Sansoni.
La coppia dopo questo incontro, continuerà a produrre un buon numero di storie, fino a che, nel 1974, non creerà un nuovo personaggio per la Collana Rodeo, contenitore di ristampe e storie nuove, pubblicata dalla Sergio Bonelli Editore (allora Editoriale Cepim): Ken Parker, un introverso trapper dalle fattezze molto simili all'attore statunitense Robert Redford.
Il personaggio piace all'editore, che non lo pubblica nella collana a cui era originariamente riservato, ma lo lancia direttamente in una serie a lui intitolata: è il giugno 1977 e continuerà le pubblicazioni fino al 1984, dopo cinquantanove uscite. Nella serie e nella gestione del personaggio, Berardi e Milazzo, supportati da altri artisti come Alfredo Castelli, Tiziano Sclavi, Renzo Calegari, Carlo Ambrosini, faranno confluire la lezione appresa nello Studio Bierrecì: proporre sempre un prodotto nuovo, senza avere mai la paura di sperimentare soluzioni che altri non hanno ancora provato.
Negli anni successivi collabora, sempre in coppia con Berardi, con Il Giornalino, Skorpio, Lanciostory e realizza una serie di storie in bianco e nero per la collana Orient Express: unica deroga al bianco e nero è una breve storia a colori, I fondatori, tratta da un racconto di fantascienza di Isaac Asimov. Tra i titoli del duo Berardi-Milazzo vanno segnalati Welcome to Springville, Tiki, Marvin il detective, Tom's bar e l'incompiuto Giuli Bai. Nel 1985, con la chiusura di Orient Express, Berardi e Milazzo iniziano una collaborazione con la Comic Art, che consentirà loro di riprendere vecchi personaggi e continuare le pubblicazioni di Ken Parker.
Con la conclusione della saga di Parker, Milazzo ritorna a lavorare per la Bonelli, pur se tra il 1996 e il 1998 vengono pubblicati gli ultimi inediti del personaggio: subito dopo la fondazione della Parker Editore (1989), realizza alcune storie per Nick Raider ed uno speciale di Tex su testi di Claudio Nizzi (1999), primo lavoro di Milazzo dopo lo scioglimento del sodalizio artistico con Berardi. Nello stesso anno dell'uscita del Texone, entra a far parte dello staff creativo della serie Magico Vento, restando, così nelle atmosfere del western fino al 2004, quando lascia la serie di Gianfranco Manfredi per dedicarsi a progetti indipendenti come Impeesa - La grande avventura di Baden Powell, scritto da Paolo Fizzarotti e dedicato al fondatore del movimento scout, poi ripubblicato da Edizioni NPE nel 2020 , ed Il boia Rosso, volume scritto da Francesco Artibani, anche questo ripubblicato da Edizioni NPE nel 2018 .
Nel 2001 pubblica una guida illustrata sulla città di Genova intitolata Superbi itinerari, in collaborazione con Paolo Fizzarotti, edita da Lizard.
Nel 2009 ha realizzato un'opera insolita per un disegnatore di fumetti. Ha illustrato la Pentecoste e il ciclo "I frutti della Resurrezione" nella Chiesa della Parrocchia "La Resurrezione" di Rimini. I dipinti sono stati realizzati ad acquarello su carta, digitalizzati, stampati nelle dimensioni volute e trasferiti sulla parete. Il ciclo si compone di tredici quadri ispirati alle realizzazioni di don Oreste Benzi, che ha retto la parrocchia dal 1968 al 2005. Il sacerdote è raffigurato in otto dei tredici dipinti.
Nel 2010 lavora sui testi di Fabrizio Calzia nel volume Uomo Faber,  graphic novel dedicato alla vita di Fabrizio De André, pubblicato da De Agostini e uscito in anteprima con La Repubblica e L'Espresso. Nel 2017 è stato ripubblicato da Edizioni NPE  inaugurando la collana dedicata a Ivo Milazzo .
Nel 2012 partecipa, insieme a Peter Snejbjerg, ai disegni del 4º tomo della serie "Des dieux et des hommes", dal titolo "Un château en Bavière", sui testi di Jean-Pierre Dionnet, pubblicato da Dargaud (tradotto e pubblicato in Italia da Panini Comics nella collana 100% Panini Comics).
Nel 2014 disegna il graphic novel Un drago a forma di nuvola, su una sceneggiatura di Ettore Scola e pubblicato da BAO Publishing. Poi ripubblicato nel 2019 da Edizioni NPE .
Nel 2018 scrive L'emozione delle immagini - Viaggio tra linguaggio e inconscio, con la prefazione di Giulio Giorello e gli interventi di Simone Bianchi, Elisabetta Parente e Raffaella Vernazza, pubblicato da Edizioni NPE .
Nel 2021 realizza il fumetto Tina o Maria - Riflessi di una vita dedicato alla figura di Tina Modotti, con la collaborazione di Anna Rita Graziano ai testi e la prefazione di Antonio Ricci, pubblicato da Edizioni NPE .